# Iglesia de la Natividad (Magadán)
La Iglesia de la Natividad es un edificio religioso en Magadán  en el extremo oriente de Rusia que sirve a los católicos locales, muchos de los cuales sobrevivieron a los campos de trabajos forzados de José Stalin creados en los años 1930, 1940 y 1950 para explotar oro en el áspero clima subártico de Kolyma. Hoy en día la iglesia se destaca tanto como un monumento a los millones de personas que murieron o sufrieron en los campos y como una fuente de inspiración para la población local.
La iglesia fue construida en gran parte gracias a los esfuerzos del padre Michael Shields de Anchorage que llegó a Magadan en 1994 específicamente para atender a las personas que habían sufrido en los campamentos. Hay estrechos contactos entre Magadan y Anchorage, su ciudad gemela. La iglesia también sirve a la comunidad polaca local.